# 김희현
김희현(金熹鉉, 1959년 9월 24일 ~ )은 대한민국 제9·10·11대 제주특별자치도의원이며, 현재 제주특별자치도 정무부지사이다.

## 학력
- 성산초등학교
- 성산중학교
- 성산수산고등학교
- 통영수산대학교(현 경상국립대학교)
- 한국방송통신대학교 관광학과
- 제주대학교 대학원 관광개발학과 사회과학 석사과정 수료
- 제주대학교 대학원 관광개발학과 사회과학 박사과정 수료

## 경력
- 2006년 10월 10일 ~ 2010년 4월 8일 : 제주특별자치도관광협회 상근부회장
- 2010년 7월 1일 ~ 2014년 6월 30일 : 제9대 제주특별자치도의회 의원
  - 2010.07 ~ 2012.06 : 제9대 제주특별자치도의회 전반기 환경도시위원회 위원장
- 2014년 7월 1일 ~ 2018년 6월 30일 : 제10대 제주특별자치도의회 의원
  - 2016.07 ~ 2018.06 : 제10대 제주특별자치도의회 후반기 운영위원회 위원장
- 2018년 7월 1일 ~ 2022년 6월 30일 : 제11대 제주특별자치도의회 의원
  - 2018.07 ~ 2020.06 : 제11대 제주특별자치도의회 전반기 부의장
  - 2020.07 ~ 2022.06 : 제11대 제주특별자치도의회 더불어민주당 원내대표
- 2022년 8월 25일 ~ 2024년 1월 15일: 제6대 제주특별자치도 정무부지사
- 유네스코한국위원회 인문사회·자연과학분과위원회 위원

## 역대 선거 결과
|  | 7.46% |

|  | 12.42% |

|  | 36.59% |

|  | 40.26% |

|  | 64.90% |